# Pedro Cañas Serrano
Pedro Elías Cañas Serrano alias "Óscar Santos" o "Lucas el Mono" (Pamplona, Norte de Santander, 2 de julio de 1952-Cuba, 11 de febrero de 2006) fue un guerrillero colombiano miembro del Comando Central del Ejército de Liberación Nacional.

## Biografía
En su juventud se desempeñó dirigente estudiantil, era Ingeniero Civil de la Universidad Industrial de Santander (UIS)
Posteriormente se incorpora a la guerrilla en donde durante 25 años aporta su vida militante,  y luego como jefe de una de las estructuras urbanas del ELN en la ciudad de Bucaramanga.ascendiendo en ella hasta el cargo de miembro del Comando Central.
La Serranía de San Lucas, el Oriente de Antioquia y la región cafetera se perfiló como su centro de comando, en donde ejerció acciones propias de narcotráfico, terrorismo y secuestro extorsivo, y en donde se le acusa de varias masacres perpetradas en la región. 
El 4 de septiembre de 2002, el gobierno del presidente venezolano Hugo Chávez, expidió visas de turista a Cañas y al guerrillero Aldo Manuel Moscote Fragoso, miembro de las FARC-EP. Las visas fueron otorgadas por el ministro del Interior venezolano, Ramón Rodríguez Chacín.
Su compañera permanente era María Teresa Gómez, Médica graduada en Cuba que labora en Médicos Sin Fronteras. Tienen un hijo.

## Condenas
Cañas fue condenado por la justicia colombiana, como miembro del Comando Central (COCE) del ELN por la Masacre de Machuca, ocurrida el 18 de octubre de 1998.

## Muerte
Cañas murió el 11 de febrero en Cuba tras padecer de cáncer de estómago y esófago y por el que era tratado médicamente en ese país. El ELN hizo publica su muerte en un comunicado destacando su labor dentro de la guerrilla hasta sus últimos días.